# استاد آل نهيان
إستاد آل نهيان الدولي هو ملعب معدد الأغراض ويستخدم في الغالب لكرة القدم، وهو موجود في العاصمة أبو ظبي ويتسع لـ(15.894) متفرج ويعتبر الملعب الرسمي لنادي الوحدة الإماراتي
افتتحه الشيخ خليفة بن زايد آل نهيان عام 1995.